# Sylvain Crovisier
Sylvain Crovisier (* 1984) ist ein französischer Mathematiker, der sich mit Dynamischen Systemen befasst.
Crovisier wurde 2001 an der Universität Paris-Süd bei Jean-Christophe Yoccoz promoviert (Nombre de rotation et dynamique faiblement hyperbolique). Er ist Forschungsdirektor des CNRS an der Universität Paris-Süd.
2009 löste er mit Christian Bonatti und Amie Wilkinson das Zentralisator-Problem für Diffeomorphismen im {\displaystyle C^{1}}-Fall. Das Problem war eines aus einer Liste 18 offener Probleme von Stephen Smale (Smale-Probleme, 1998). In jüngster Zeit bewies er mit Artur Ávila und Amie Wilkinson, dass generische Volumen-erhaltende Diffeomorphismen mit positiver metrischer Entropie ein ergodisches {\displaystyle C^{1}}-dynamisches System bilden (für {\displaystyle C^{\infty }} Hamiltonsche Systeme gilt das nach Kolmogorow, Arnold und Moser dagegen nicht).
2014 war er  eingeladener Sprecher auf dem Internationalen Mathematikerkongress in Seoul (Dynamics of {\displaystyle C^{1}}-diffeomorphisms: global description and prospects for classification Zeta functions for Anosov flows).
2020 wurde er Mitglied der Academia Europaea.

## Schriften
- mit M.-C. Arnaud, C. Bonatti: Dynamiques symplectiques génériques. Ergodic Theory Dynam. Systems 25 (2005), 1401--1436.
- mit Abdenur, Bonatti, Diaz, Wen: Periodic points and homoclinic classes. Ergodic Theory Dynam. Systems 26 (2006), 1-22.
- mit Abdenur, Bonatti, Diaz: Generic diffeomorphisms on compact surfaces. Fundamenta Mathematicae 187 (2005), 127-159.
- mit Bonatti: Récurrence et généricité. Invent. Math. 158 (2004), 33-104.
- mit  Martin Sambarino, Dawei Yang: Partial Hyperbolicity and Homoclinic Tangencies, Journal of the European Mathematical Society 17 (2015), 1-49,  Arxiv 2011
- Perturbation de la dynamique de difféomorphismes en petite régularité, Astérisque, Band 354, 2013
- mit Enrique Pujals: Essential hyperbolicity and homoclinic bifurcations: a dichotomy phenomenon/mechanism for diffeomorphisms, Inventiones Mathematicae, Band 201, 2015, S. 385–517.
- Birth of homoclinic intersections: a model for the central dynamics of partially hyperbolic systems, Annals of Mathematics, Band 172, 2010, S. 1641–1677.
- mit C. Bonatti, A. Wilkinson: The C1-generic diffeomorphism has trivial centralizer, Publ. Math. IHES., Band 109, 2009, S. 185–244.
- mit Artur Avila, Amie Wilkinson: Diffeomorphisms with positive metric entropy, Arxiv 2014